# Arhontologija
Arhontologija (skovanka iz αρχων, arhon – vladar grškega Polisa in logos – veda, znanost) je pomožna zgodovinska veda, ki se ukvarja s preučevanjem vladavin. To vključuje zgodovinske vladarske položaje držav in politično pomembnih ustanov, kot so cerkve; dokumentira vrstni red in kronologijo najvišjih predstavnikov, njihove biografije in druge relevantne podatke.
Dokumentiranje institucij je staro toliko kot najstarejše civilizacije. Kronologije kraljev so odkrili v prestolnicah vseh starodavnih civilizacij (znan zgled je Seznam sumerskih kraljev) in so služile kot ogrodje za nadaljnje zgodovinske študije.